# Minthorne Tompkins
Mangle Minthorne Tompkins (26 de diciembre de 1807-Nueva York, 5 de junio de 1881) fue un político estadounidense de Nueva York.

## Vida
Hijo de Daniel D. Tompkins (1774-1825) y Hannah (Minthorne) Tompkins (1781-1829). Nació cuando su padre fue gobernador de Nueva York. Se graduó en la Universidad de la Unión en 1827.
Fue representante de Jackson en la Asamblea de Nueva York (New York Co.) en 1833 y 1834 y miembro demócrata del Senado de Nueva York (1st D) en 1840 y 1841, renunciando a su escaño el 8 de marzo de 1841.
En noviembre de 1852 fue candidato por el Free Soil Party para el puesto de gobernador de Nueva York, resultando derrotado por el demócrata Horatio Seymour. Fue durante algún tiempo director del puerto de Nueva York, y hacia 1869 fue Presidente de la Junta de Custodios de Puerto.
El asambleísta Jonathan G. Tompkins (1736-1823) fue su abuelo, el congresista Caleb Tompkins (1759-1846) fue su tío.